# Francesco Faà di Bruno
Francesco Faà di Bruno (Alessandria, 29 de marzo de 1825 - Turín, 27 de marzo de 1888) fue un militar, físico, astrónomo, matemático, ingeniero civil, fundador de varias instituciones educativas y sociales y, también, sacerdote católico y fundador de la Congregación delle Suore Minime di Nostra Signora del Suffragio, nombrado beato por la Iglesia católica en 1988 por el Papa Juan Pablo II. Fue también músico y compositor.

## Biografía
Faà di Bruno nació en Alessandria, entonces parte del Reino de Cerdeña, el 7 de marzo de 1825. Era de noble cuna, siendo el duodécimo y último hijo del marqués Luigi Faà di Bruno y doña Carolina Sappa de' Milanesi. Se crio en un hogar marcado por la felicidad, las artes y la preocupación por los pobres, fruto de la firme fe católica de sus padres.
En el año 1840 ingresa a la academia militar de Turín, donde llega a ocupar el rango de Oficial de Estado Mayor. Renunció a su cargo y se traslada a París para completar sus estudios en matemáticas con Augustin Cauchy y Urbain Le Verrier, quienes compartieron el descubrimiento del planeta Neptuno.  En 1855 comenzó a trabajar en el Observatorio nacional francés bajo la dirección de Urbain Le Verrier. Mantuvo una estrecha relación con los matemáticos François-Napoléon-Marie Moigno y Charles Hermite. En 1857 comenzó a dar clases de Matemática y Astronomía en la Universidad de Turín. En reconocimiento a sus logros como matemático, las universidades de París y Turín le otorgaron el título de Doctor en Ciencias.

#### Reformador social
Mientras cumplía con sus responsabilidades profesionales, Faà di Bruno también participó activamente en la labor social a favor de los pobres, desarrollada por figuras destacadas de la Iglesia católica en Turín. Se hizo amigo íntimo de Juan Bosco  y ayudó a establecer refugios para ancianos y pobres. Supervisó la construcción de una iglesia en Turín, Nuestra Señora del Sufragio.

#### Sacerdote y fundador
Al final de su vida, Faà di Bruno sintió que recibir las órdenes sagradas le ayudaría en sus actividades religiosas y comenzó los estudios necesarios de teología. Sin embargo, se encontró con que el arzobispo de Turín, en aquel entonces, no aceptaba la ordenación de un hombre mayor, pues Faà di Bruno rondaba los 50 años. Durante siglos, la ruta tradicional para esta profesión comenzaba a mediados de la adolescencia. Faà di Bruno apeló al Papa Pío IX y recibió su apoyo, siendo finalmente ordenado sacerdote a los 51 años. Fundó las Hermanas Mínimas de Santa Zita en 1881 para brindar ayuda a criadas y sirvientes domésticos, ampliando posteriormente su alcance para incluir a otras personas, como madres solteras. Con su ayuda, también fundó otro refugio, dedicado a acoger a prostitutas.
Faà di Bruno murió, a causa de una infección intestinal, en Turín el 25 de marzo de 1888.

#### Veneración
La causa de canonización de Faà di Bruno se abrió a principios del siglo XX en la Arquidiócesis de Turín, donde fue declarado Siervo de Dios. Sus escritos espirituales fueron aprobados por los teólogos el 22 de mayo de 1935.  Fue declarado Venerable por el Papa Pablo VI en 1971 y beatificado por el Papa Juan Pablo II en el centenario de su muerte en 1988. 
En un discurso a las Hermanas Mínimas en 2002, el Papa Juan Pablo II dijo: «Francesco Faà di Bruno —dije— es un gigante de la fe y de la caridad, pues su mensaje de luz y de amor, lejos de agotarse, parece más actual que nunca, impulsando a la acción a todos los que llevan en el corazón los valores del Evangelio» (Homilía, 25 de septiembre, n. 4; ORE, 24 de octubre de 1988, p. 15).

## Investigación en matemáticas
Además de algunos escritos ascéticos, la composición de algunas melodías sacras y la invención de algunos aparatos científicos, Faà di Bruno realizó numerosas e importantes contribuciones a las matemáticas. Hoy en día, es más conocido por su fórmula para las derivadas de funciones compuestas, aunque ahora se sabe con certeza que Louis François Antoine Arbogast tuvo prioridad en su descubrimiento y uso. A Faà di Bruno solo se le debe atribuir la forma determinante de la fórmula. Sin embargo, su trabajo se relaciona principalmente con la teoría de la eliminación y la teoría de las funciones elípticas.
Fue autor de unos 40 artículos originales publicados en el "Journal de Mathématiques" (editado por Joseph Liouville), Crelle's Journal, "American Journal of Mathematics" (Universidad Johns Hopkins), "Annali di Tortolini", "Les Mondes", "Comptes rendus de l'Académie des sciences", etc.; la primera mitad de un tratado exhaustivo sobre la teoría y aplicaciones de funciones elípticas que pensaba completar en tres volúmenes; "Théorie générale de l'elimination" (París, 1859); "Calcolo degli errori" (Turín, 1867), traducido al francés con el título de "Traité élémentaire du calcul des erreurs" (París, 1869); Y, lo más importante, "Théorie des formes binaires" (París, 1876), traducida al alemán (Leipzig, 1881). Para una lista de las memorias de Faà di Bruno, véase el "Catálogo de Artículos Científicos de la Royal Society" (Londres, 1868, 1877, 1891), tomos II, VII y IX.
Entre sus alumnos se encontraban los destacados matemáticos Corrado Segre y Giuseppe Peano.

## Obras
- Creencia católica, o una exposición breve y sencilla de la doctrina católica,[12] Londres: Burns y Oates, 1884.